# 天主教路易斯安那的拉斐特教區
天主教路易斯安那的拉斐特教區（拉丁語：Dioecesis Lafayettensis）是美國一個羅馬天主教教區，屬新奧爾良總教區。成立於1918年1月11日。
範圍包括路易斯安那州中西部，教座位於拉斐特。2004年有教友322,349人（佔轄區總人口56.7%）、121個堂區、186名司鐸。現任教區主教嘉祿·彌額爾·傑瑞爾。